# Сан-Романо-ин-Гарфаньяна
Сан-Романо-ин-Гарфаньяна (итал. San Romano in Garfagnana) — коммуна в Италии, располагается в регионе Тоскана, в провинции Лукка.
Население составляет 1432 человека (2008 г.), плотность населения составляет 55 чел./км². Занимает площадь 26 км². Почтовый индекс — 55038. Телефонный код — 0583.
Покровителем коммуны почитается святой мученик Роман, празднование 9 августа. 
В коммуне расположена Церковь Богородицы.

## Демография
Динамика населения:

## Администрация коммуны
- Официальный сайт: http://www.comunesanromano.it/